# Торніке Санікідзе
Торніке Санікідзе (нар. 1 січня 1989) – грузинський шахіст, гросмейстер від 2008 року.

## Шахова кар'єра
У 1999-2009 роках неодноразово представляв Грузію на чемпіонатах світу та Європи серед юніорів у різних вікових категоріях, найбільшого успіху досягнувши 2003 року в Будві, де завоював титул віце-чемпіона Європи до 14 років. Того ж року виступив у складі національної збірної на олімпіаді серед юніорів (до 16 років), яка відбулась у Денізлі. У січні 2009 року досягнув одного з найбільших успіхів в кар'єрі, вигравши в Тбілісі титул чемпіона Грузії.
Гросмейстерські норми виконав у таких містах, як: Ізмір (2006, поділив 2-ге місце позаду Євгена Мірошниченка, разом з Рауфом Мамедовим, Міленом Василєвим і Суатом Аталиком), Баку (2007) і Пловдив (2008, чемпіонат Європи). Досягнув низки інших успіхів на міжнародній арені, зокрема:
- поділив 2-ге місце в Тбілісі (2005, позаду Девіда Арутюняна, разом із зокрема, Георгієм Багатуровим),
- поділив 2-ге місце в Стамбулі (2006, позаду Івера Чігладзе, разом із, зокрема, Валерієм Авескуловим і Валер'яном Гапріндашвілі),
- поділив 2-ге місце в Тбілісі (2007, позаду Левана Панцулаї, разом з Івером Чігладзе і Давідом Арутюняном),
- посів 1-ше місце в Ізмірі (2008),
- поділив 1-ше місце в Бетюні (2008, разом з Ервіном Л'Амі, Сергієм Азаровим і Володимиром Бурмакіним),
- поділив 1-ше місце в Дрездені (2009, разом з Андрієм Ковальовим),
- поділив 1-ше місце в Вандевр-ле-Нансі (2011, разом з Крістіаном Бауером),
- поділив 1-ше місце в Нью-Делі (2014, разом із зокрема, Рашидом Зіятдіновим).

Найвищий рейтинг Ело в кар'єрі мав станом на 1 травня 2012 року, досягнувши 2616 очок займав тоді 4-те місце серед грузинських шахістів.

## Зміни рейтингу
| На цьому місці має відображатися графік чи діаграма, однак з технічних причин його відображення наразі вимкнено. Будь ласка, не видаляйте код, який викликає це повідомлення. Розробники вже працюють для того, щоби відновити штатне функціонування цього графіка або діаграми. | |
| | На цьому місці має відображатися графік чи діаграма, однак з технічних причин його відображення наразі вимкнено. Будь ласка, не видаляйте код, який викликає це повідомлення. Розробники вже працюють для того, щоби відновити штатне функціонування цього графіка або діаграми. |